# موراساکی نو اوئه
موراساکی نو اوئه (به ژاپنی: 紫の上 Murasaki no Ue)، شخصیت اصلی زن در داستان گنجی است. او در برخی از ترجمه‌ها با نام بانو موراساکی نیز شناخته می‌شود. او اولین بار در فصل پنجم ظاهر می‌شود، زمانی که یک دختر جوان است. شاهزاده گنجی برای اولین بار در روستایی در کیتایاما با او روبرو می‌شود و شیفته او می‌شود، به خصوص پس از اینکه متوجه می‌شود که او برادرزاده نامادری خود، بانو فوجیتسوبو است.
در داستان او دومین چهره مهم پس از هیکارو گنجی است. او نه تنها به دلیل ظاهرش بلکه به دلیل هوش، شخصیت و استعدادش به عنوان یک زن آرمانی به تصویر کشیده می شود. ابتدا او را موراساکی نو کیمی نامیدند و بعدها هنگامی که همسر هیکارو گنجی شد و «موراساکی نو اوئه» نامیده شد. همانطور که از نام «اوئه» مشخص است، هم گنجی و هم اطرافیانش با او به عنوان همسر قانونی گنجی رفتار می کنند، اما او در واقع همسر اصلی (کیتاماندوکورو) او نبود.